# Sir Robert Montgomery
Robert Montgomery, né en 1680 au Château de Skelmorlie (en) (Écosse), et mort en août 1731 en Irlande, onzième baron de Skelmorlie, est un homme politique britannique. 
Fils de sir James Montgomery (ou Montgomerie) et de son épouse Margareth, officier lors de la guerre de succession d’Espagne, il est élu gouverneur à vie de la Caroline du Sud en 1718.

## Biographie

### Jeunesse
Robert Montgomery est le fils héritier de Sir James William Montgomery (1721 – 1803), dixième baron de Skelmorlie, et de Margareth, deuxième fille de James Johnstone. Il entre dans l’armée et fait son service militaire lors de la Guerre de Succession d'Espagne de 1702 à 1713. Tout comme son père, il est fortement intéressé par les programmes de colonisation, et quand la paix est signée, il peut entamer son entreprise coloniale.

### Entreprise coloniale

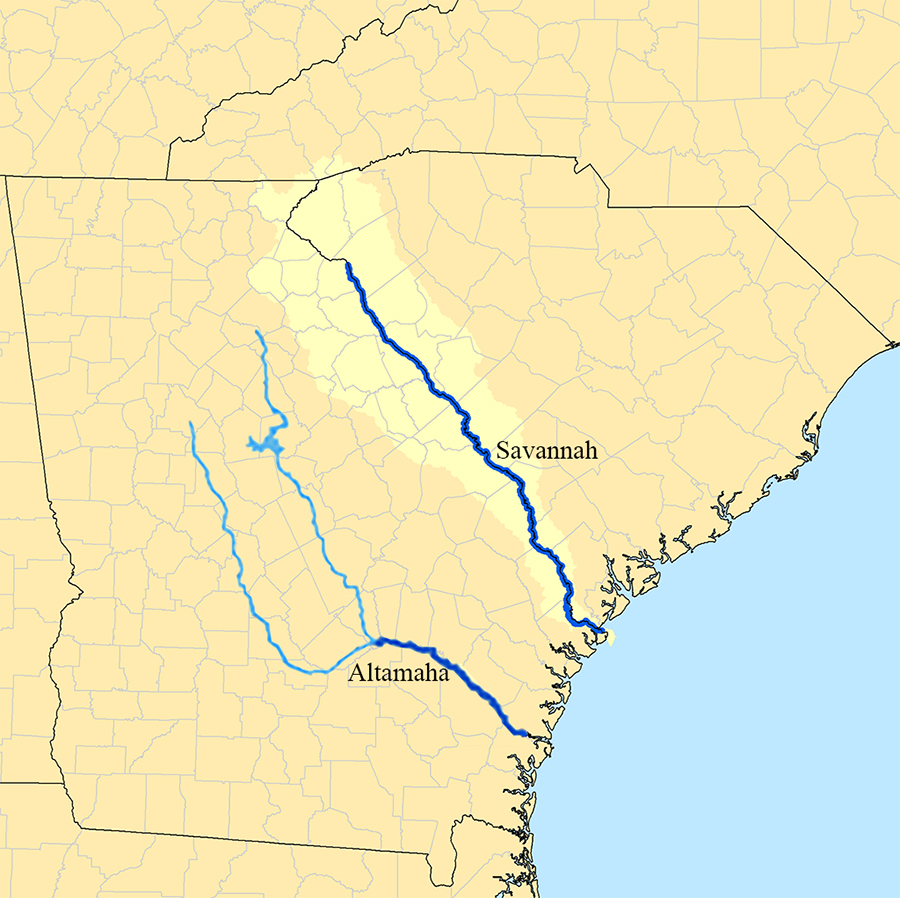
Fleuves Altamaha et Savannah

C’est le 19 juin 1717 que les seigneurs propriétaires de Caroline lui concèdent les terres allant du fleuve Altamaha au fleuve Savannah. Ainsi, il publie la même année un prospectus complet intitulé A discourse concerning the designed Establishment of a New Colony to the south of Carolina (Discours concernant l'établissement conçu d'une nouvelle colonie en Caroline du Sud), expliquant sa méthode qu’il a appelée le Margraviat de Azilia. Le 20 février 1718, il est recommandé au Conseil par les seigneurs propriétaires pour être gouverneur à vie de la Caroline du Sud. Robert Montgomery déclare que l’argent de la couronne n’est pas nécessaire. Son élection est ratifiée le 24 juillet de la même année, mais il semble que cette nomination n’ait jamais été effective. L’hypothèse la plus plausible est que la Couronne d’Angleterre ait mis fin au projet peu après le lancement de celui-ci.

### Fin de Vie
Il meurt en Irlande en août 1731. N’ayant pas de descendance masculine pouvant hériter de son titre, le douzième baron de Skelmorie est son oncle, Sir Hugh Montgomery, dernier tenant du titre, jusqu’en 1735.